# St. Peter und Paul (Großwechsungen)

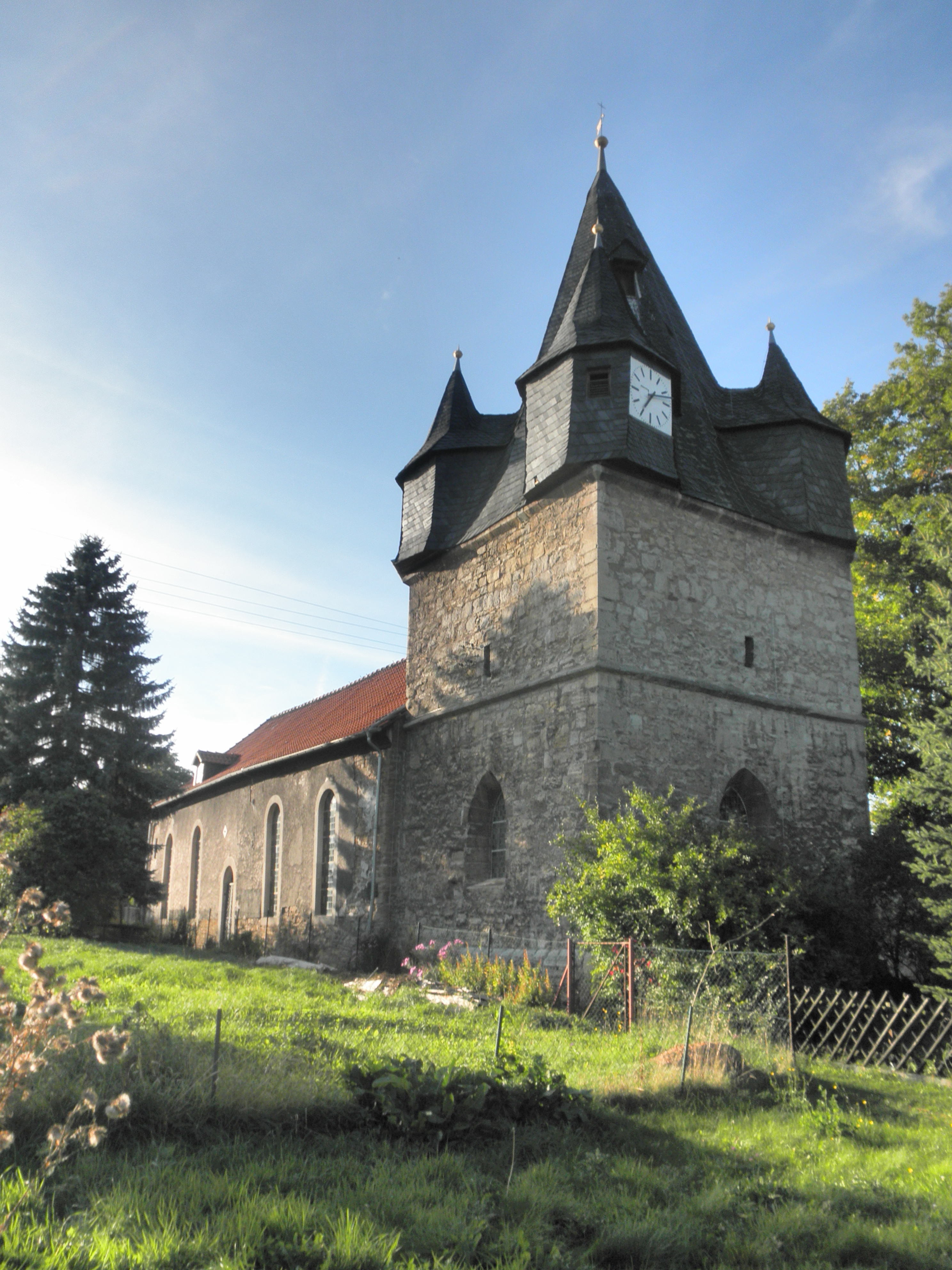
Die Kirche

Die evangelische Kirche Peter und Paul ist das Gotteshaus des Ortsteils Großwechsungen der Gemeinde Werther im Landkreis Nordhausen in Thüringen. Die einstige Wehrkirche befindet sich auf einer seichten westlichen Anhöhe an der ursprünglichen Westrandlage des Ortes Großwechsungen.

## Geschichte
Der Wehrturm wurde etwa im 11. Jahrhundert errichtet. Im Jahr 1517 wurde der Turm durch vier Ecktürme erweitert, die in Richtung der im Dreißigjährigen Krieg wüst gefallenen Siedlungen Unkenrode, Kleibingen, Lengenfeld und Wiesstädt liegen.
1705 wurde das Kirchenschiff angebaut und im Jahre 1837 auf Grund der wachsenden Bevölkerung erweitert.